# Pherbellia bryanti
Pherbellia bryanti är en tvåvingeart som beskrevs av Steyskal 1967. Pherbellia bryanti ingår i släktet Pherbellia och familjen kärrflugor. Inga underarter finns listade i Catalogue of Life.